# Кенбидаикский сельский округ
Кенбидаи́кский се́льский окру́г (каз. Кеңбидайық ауылдық округі) — административная единица в составе Коргалжынского района Акмолинской области Республики Казахстан.
Административный центр — село Кенбидаик.

## География
Административно-территориальное образование расположено в восточной части района, граничит:
- на востоке с Целиноградским районом,
- на юге с Нуринским районом Карагандинской области,
- на юго-западе, западе с Арыктинским сельским округом,
- на северо-западе с Карашалгинским сельским округом,
- на севере с Сабундинским сельским округом.

Сельский округ расположен на казахском мелкосопочнике. Рельеф местности в основном представляет собой сплошную равнину с частично водно-болотными угодьями. Перепады высот незначительны; средняя высота округа — около 350 метров над уровнем моря. 
Гидрографическая сеть округа представлена рекой Нура (которая образует северные границы округа) и многочисленными озёрами, крупные из них — Кумдыколь, Шийшалкар, Журманколь. 
Климат холодно-умеренный, с хорошей влажностью. Среднегодовая температура воздуха положительная и составляет около +4,5°С. Среднемесячная температура воздуха в июле достигает +21,1°С. Среднемесячная температура января составляет около -14,1°С. Среднегодовое количество осадков составляет около 375 мм. Основная часть осадков выпадает в период с мая по июнь.
Через территорию сельского округа с запада на север проходит около 20 километров автодороги областного значения КС-16 (Коргалжын — Арыкты — Сабынды).

## История
В 1989 году существовал как Кенбидаикский сельсовет (сёла Кенбидаик, Екпенды, Зурман, Каракога).
В периоде 1991 — 1998 годов Кенбидаикский сельсовет был преобразован в сельский округ.

## Население
| Численность населения | Численность населения | Численность населения |
| 1989                  | 1999                  | 2009                  |
| --------------------- | --------------------- | --------------------- |
| 2355                  | ↘1242                 | ↘533                  |

## Состав
| № | Населённый пункт | Тип населённого пункта       | Население, 1989 | Население, 1999 | Население, 2009 |
| - | ---------------- | ---------------------------- | --------------- | --------------- | --------------- |
| 1 | Екпинди          | село                         | 174             | 118             | 54              |
| 2 | Зорман           | село (упразднено)            | 81              | -               | -               |
| 3 | Каракога         | село (упразднено)            | 61              | -               | -               |
| 4 | Кенбидаик        | село, административный центр | 2 039           | 1 124           | 479             |

## Местное самоуправление
Аппарат акима Кенбидаикского сельского округа — село Кенбидаик, улица С. Сейфуллина, здание 4.
- Аппарат акима сельского округа — Абышев Амангельды Кырыкбаевич.